# Трофеј Светског првенства у фудбалу
Трофеј Светског првенства у фудбалу представља златни трофеј који се додељује победницима завршних турнира Светског првенства у фудбалу. Од почетка Светских првенстава 1930. године, коришћена су два трофеја: Трофеј Жила Римеа од 1930. до 1970. године и Трофеј ФИФА Светског првенства од 1974. године.
Први трофеј, првобитно назван Победа, касније је преименован у част бившег председника ФИФА Жила Римеа, био је направљен од позлаћеног стерлинг сребра и драгог камена лапис лазули и приказивао је лик Нике, богиње победе из грчке митологије. Након треће титуле, трофеј је отишао у трајно власништво Бразила 1970. године, након чега је израђена замена. Оригинални трофеј Жила Римеа је украден 1983. године и није пронађен.
Наредни трофеј, под називом „Трофеј Светског првенства у фудбалу”, уведен је пред Светско првенство 1974. године. Направљен од 18-каратног злата са малахитом у постољу, висине 36.8 cm и тежине 6.1 kg. Трофеј је направила компанија Артистико Бертони из Италије. На њој су приказане две људске фигуре, које држе Земљу. Тренутни власник трофеја је Аргентина, победник Светског првенства 2022.

## Трофеј Жила Римеа
Трофеј Жила Римеа био је првобитна награда за освајање Светског првенства у фудбалу. Првобитно назван Победа, али познат једноставно као Светски Куп, преименован је 1946. године у част председника ФИФА Жила Римеа, који је 1929. године предложио да се почне са четворогодишњим такмичењима. Дизајнирао га је Абел Лафлер и направљен је од позлаћеног сребра на бело-жутом мермерном постољу. 1954. године, постоље трофеја замењено је високим постољем од драгог камена лапис лазули. Био је висине 35 центиметара и тежине 3.8 kg. На трофеју је приказан лик Нике, античке грчке богиње победе. Трофеј Жила Римеа донесен је у Уругвај на прво Светско првенство у фудбалу на броду Конте Верде. На том истом броду налазио се Жил Риме и фудбалери репрезентација Француске, Румуније и Белгије, који су учествовали на турниру те године. Први тим који је награђен овим трофејом је био Уругвај, победник Светског Купа 1930. године.
Током Другог светског рата, трофеј је држао шампион из 1938, Италија. Оторино Бараси, италијански потпредседник ФИФА и председник Фудбалског савеза Италије, тајно је пренео трофеј из банке у Риму и сакрио у кутији од обуће испод кревета, да спречи Адолфа Хитлера и нацисте у покушајима крађе. Након финала Светског првенства 1958. у Шведској, започета је нова традиција. Када је бразилски капитен Илдералду Белини чуо захтев фотографа за бољи кадар трофеја Жила Римеа, он га је подигао у ваздух. Сваки капитен тима који је освојио трофеј од тада је поновио гест.
Трофеј је био украден током јавне изложбе у Вестминстерској централној сали 20. марта 1966. године, четири месеца пре Светског првенство у фудбалу у Енглеској. Трофеј је пронађен седам дана касније, замотан у новине испод клупе у парку, а пронашао га је пас по имену Пиклс.
Као меру предострожности, Фудбалски савез Енглеске у тајности је направио копију трофеја за употребу на изложбама, како не би користили оригинал. Ова реплика је коришћена у изложбама све до 1970. године, када је трофеј морао бити враћен у ФИФА за следеће такмичење. Пошто ФИФА није одобрила Фудбалском савезу Енглеске стварање реплике, она је морала да нестане из јавности и годинама се налазила испод кревета скулптора који је креирао. Ова реплика је продата на аукцији 1997. године за 254.500 фунти, када ју је купила ФИФА. Висока цена на аукцији, десет пута виша од почетне цене од 20.000–30.000 фунти, узрокована је претпоставкама да је на аукцији трофеј који није био реплика, већ оригинал. Накнадно тестирање у ФИФА, потврдио је да је трофеј заиста реплика и ФИФА је убрзо позајмила трофеј са аукције Народном музеју фудбала, који се тада налазио у Престону, а сада се налази у Манчестеру.
Бразил је освојио турнир трећи пут 1970, што им је омогућило да задрже прави трофеј, као што је то било прописано правилима Жила Римеа из 1930. године. Трофеј је изложен у седишту Фудбалског савеза Бразила у Рио де Жанеиру у орману заштићеном непробојним стаклом.
Трофеј Жила Римеа је поново украден 19. децембра 1983. Четири особе су осуђене у одсуству због крађе. Трофеј још увек није пронађен, и верује се да је претопљен и продат. Само један комад трофеја Жила Римеа је пронађен, његово постоље, које је ФИФА држала у подруму у свом седишту у Цириху до 2015. године.

## Нови трофеј
ФИФА је увела нови трофеј за Светско првенство 1974. Педесет три предлога је добијено од вајара из седам земаља. Дело италијанског уметника Силвија Гацаниге изабрано је за нови трофеј. Трофеј је висок 36.5 cm и садржи 5 килограма 18-каратног (75%) злата, и вредност му се процењује на око 150.000 долара у 2018. години. У основи пречника 13 cm, налазе се два слоја малахита. По претпоставкама Мартина Пољакова, трофеј је шупаљ, јер, како он наводи, да је испуњен, трофеј би тежио 70-80 kg и био превише тежак за подизање. Произведен је од стране компаније Бертони, Милано у граду Падерно Дуњано, укупне је тежине 6.175 kg и приказује две људске фигуре које држе Земљу. Гацанига је описао трофеј: „Линије се уздижу из основе у спиралним облицима, издужујући се како би обухватиле свет. Из великих динамичких напона тела скулптуре успињу се фигуре двоје спортиста у тренутку победе”.
Трофеј има угравиран натпис „ФИФА Светски Куп” на постољу. Након Светског првенства у фудбалу 1994, плочица је додата на доњој страни трофеја и садржи имена претходних победника, тако да имена нису видљива када је трофеј у усправном положају. Натписи садрже године и име освајача на језику земље победника; на пример, „1974 Deutschland” или „1994 Brasil”. У 2010. години, међутим, име победника је угравирано као „2010 Spain”, на енглеском, не на шпанском језику, што је исправљено на каснијим плочицама, те је исписано „2010 España” на шпанском.
До 2022. године, тринаест победника је угравирано на постољу. Плочица се мења сваког циклуса Светског првенства и имена победника се исписују у спирали како би направили места за будуће победнике. ФИФА прописи сада налажу да трофеј не може прећи у трајно власништво, за разлику од трофеја Жила Римеа. Победници турнира добијају позлаћене бронзане реплике, а не од чистог злата. Оригинални трофеј се трајно чува у Фифином музеју фудбала у Цириху, који напушта када крене светска турнеја пре почетка завршног турнира. Оригинални трофеј је изложен на жребу Светског првенства, а на терен се износи за утакмицу отварања првенства и финалну утакмицу, након које победник добија право да подигне трофеј. Немачка је постала прва земља која је освојила нови трофеј три пута, када су освојили Светско првенство у фудбалу 2014, док је такав успех остварила и Аргентина освајањем првенства 2022. године.

## Победници
Трофеј Жила Римеа
- Бразил – 1958, 1962, 1970
- Уругвај – 1930, 1950
- Италија – 1934, 1938
- Западна Немачка – 1954
- Енглеска – 1966

Трофеј Светског првенства у фудбалу
- Западна Немачка /  Немачка – 1974, 1990, 2014
- Аргентина – 1978, 1986, 2022
- Италија – 1982, 2006
- Бразил – 1994, 2002
- Француска – 1998, 2018
- Шпанија – 2010